# Панагіа-Кера
Панагіа-Кера — візнатійська церква на Криті, побудована в XIII і XIV сторіччях. 

## Історія
Центральна частина церкви, нава, склепінчастий дах і баня побудовані в XIII столітті, а бічні проходи церкви, додатковий вхід, дзвіниця та контрфорси, що укріпляють  церкву, побудовані вже у XIV ст.
Церква присвячена Діві Марії, святому Антонію та Анні (матері Марії, бабусі Ісуса), прикрашена фресками із зображеннями святих та життя Діви Марії після розп'яття і воскресіння Христа. Хоча церква і зводилась під час управління островом венеційцями, але через свої толерантні погляди, вони не звертали уваги на архітектурні нюанси греків і дозволяли їм зводити церкви згідно з грецькими традиціями. Церква розташована прямо перед в'їздом в Крицю з боку Айос-Ніколаоса на висоті 630 метрів над рівнем моря.

## Фрески
Фрески В церкві зображають сцени з Нового Заповіту, зокрема: Введення в храм Ісуса Христа, Хрещення Господнє, Воскресіння Лазаря та Вхід Ісуса Христа до Єрусалиму. В центральній частині церкви зображено Успіння Пресвятої Богородиці. В церкві збереглися фрески із зображенням Розп'яття Христового, Архангела Михаїла, Судного дня, Другого пришестя, святого Антонія, праотців Авраама, Ісаака та Якова.
В церкві збереглася ікона Діви марії, написана в 1732 році, яка є копія чудотворної ікони XV століття, вивезеної з церкви в 1498 році до  храму святого Альфонсо на пагорбі Есквілін у Римі.